# Israel Shahak
Israel Shahak (în limba ebraică ישראל שחק; născut Israel Himmelstaub, n. 28 aprilie 1933, Varșovia, Polonia – d. 2 iulie 2001, Ierusalim, Palestina) a fost un profesor israelian de chimie organică la Universitatea Ebraică din Ierusalim, un supraviețuitor al Holocaustului, un intelectual de înclinație politică liberală și un avocat și activist al drepturilor civile. Timp de douăzeci de ani, a condus Liga Israeliană pentru Apărarea Drepturilor Civile ale Omului (1970-1990) și a fost un critic public al politicilor guvernelor Israelului. În calitate de intelectual public, lucrările lui Shahak despre iudaism, sionism și Israel, cunoscute la nivel mondial, au stârnit controverse, în special cartea Jewish History, Jewish Religion: The Weight of Three Thousand Years (1994).

## Biografie
Israel Shahak s-a născut ca Israel Himmelstaub, în anul 1933, la Varșovia, Polonia, și a fost cel mai mic copil dintr-o familie sionistă, cultă, de evrei așkenazi. În timpul celui de-al doilea război mondial, ocupația nazistă a Poloniei (1939–1945) a internat familia Shahak în ghetoul din Varșovia. Cu toate acestea, fratele mai mare al lui Israel Shahak a evadat din Polonia și a fugit în Regatul Unit, unde s-a alăturat Royal Air Force. Viața în Polonia ocupată a forțat-o pe mama lui Shahak să plătească o familie romano-catolică pentru a-l ascunde pe acesta, pe care l-au întors când ea nu și-a permis să-l țină în siguranță de naziști.
În 1943, naziștii au trimis familia Shahak în lagărul de concentrare Poniatowa, la vest de Lublin, unde a murit tatăl său. Din fericire, băiatul de 10 ani și mama lui au scăpat din tabăra Poniatowa și s-au întors la Varșovia. Totuși, într-un an, în timp ce goleau orașul de evrei, naziștii i-au arestat din nou pe Israel și pe mama sa și i-au închis în lagărul de concentrare Bergen-Belsen, unde au supraviețuit timp de 2 ani, până ce au fost eliberați în 1945 de către armata britanică. Ulterior, aceștia au reușit să emigreze în Palestina aflată sub mandat britanic.
După război, Israel în vârstă de 12 ani a lucrat, a studiat și și-a întreținut mama, a cărei sănătate se deteriorase în lagărul de la Bergen-Belsen. După o educație religioasă evreiască la un internat din satul Kfar Hassidim, Israel și mama sa s-au mutat în orașul Tel Aviv. După absolvirea liceului, Shahak a servit în Forțele de Apărare Israelului (IDF), între anii 1951-1953. După serviciul militar, acesta se înscrise în anul 1953 la Facultatea de Chimie din cadrul Universității Ebraice din Ierusalim, iar în 1961 devine doctor în chimie organică.
Pe parcursul carierei sale profesionale de om de știință, munca lui Shahak în chimia organică s-a axat pe studiul compușilor organici ai elementului fluor (F), dar a contribuit și la cercetarea cancerului, pentru care și-a câștigat o reputație internațională, devenind asistent al lui Ernst David Bergmann, chimistul și fizicianul nuclear care a fost președinte al Comisiei Israelului pentru Energie Atomică (IAEC). Între anii 1961-1963, Shahak urmează studii postdoctorale la Universitatea Stanford, Statele Unite ale Americii. În 1963, s-a întors în Israel, unde a devenit lector și cercetător popular în chimie, la Universitatea Ebraică din Ierusalim.
Din anii 60', Israel Shahak a început să se implice în viața politică și în lupta pentru apărarea drepturilor civile ale tuturor oamenilor. Pentru aceasta, Shahak a fondat Liga Israeliană pentru Apărarea Drepturilor Civile ale Omului. Activitatea sa a fost caracterizată de organizarea unor proteste și scrierea a numeroase articole, eseuri și materiale în care condamna politicile statului Israel, sionismul, abuzurile împotriva palestinienilor, xenofobia și rasismul de orice fel. De asemenea, a fost și un critic al iudaismului clasic, ca admirator al lui Baruch Spinoza, dar și un critic al marxismului.
În 1990, Israel Shahak s-a retras de la Universitatea Ebraică din cauza sănătății precare (diabet zaharat) și a interesului mai mare pentru munca de cercetare în alte domenii. În anul 1994 a publicat cartea care l-a făcut celebru: Jewish History, Jewish Religion: The Weight of Three Thousand Years. Apariția lucrării a atras un val de critici și reacții negative în Israel și nu numai din cauza afirmațiilor dure ale lui Shahak la adresa Israelului și a sionismului. Printre simpatizanții și apărătorii săi s-au numărat Edward Said, Gore Vidal și Noam Chomsky.
În data de 2 iulie 2001, Israel Shahak, în vârstă de 68 de ani, a murit din cauza unor complicații diabetice și a fost înmormântat în cimitirul Givat Shaul din Ierusalim.